# Gymnodraco acuticeps
Gymnodraco acuticeps (Boulenger, 1902), conosciuto nei paesi anglofoni come ploughfish (letteralmente "pesce aratro"), è una specie di pesce della famiglia dei Batidraconidi. Unica specie conosciuta del suo genere, è nativa dell'Oceano Australe lungo la piattaforma continentale dell'Antartide.

## Tassonomia
Gymnodraco acuticeps fu descritto formalmente per la prima volta insieme al suo genere nel 1902 dall'ittiologo inglese (ma nato in Belgio) George Albert Boulenger, il cui tipo nomenclaturale venne raccolto vicino a Capo Adare. Il nome scientifico del genere è un composto di gymnos, che significa nudo, in riferimento alla quasi completa assenza di scaglie sul corpo, e draco, ovvero "drago", suffisso comune nei pesci Notothenioidei. Il nome specifico acuticeps significa "testa appuntita", un riferimento alla testa fortemente spianata e all'appuntito muso.

## Descrizione
Gymnodraco acuticeps ha un corpo nudo, con le uniche scaglie presenti nelle due linee laterali: di queste, la superiore è interamente composta di scaglie perforate, compressa verso la coda e schiacciata verso la testa. Quest'ultima è di forma triangolare con un lungo e appuntito muso. È presente una forte cresta sull'opercolo e le fauci presentano una sottile fila di denti conici leggermente ricurvi, con alla parte anteriore un paio simili a canini. La fauce inferiore sporge leggermente, lasciando in mostra questi denti. La pinna dorsale ha 27-30 raggi molli, mentre quella anale 23-26. Gli esemplari conservati in alcool presentano un colore marrone scuro, che si schiarisce verso la parte inferiore. La testa è puntellata da piccole macchie e il corpo da chiazze scure, anche se queste tendono a scomparire con il tempo. Le pinne tendono al nero e lo stesso colore è trovabile attorno all'ano. Questa specie può raggiungere una lunghezza massima di 38.5 centimetri e un peso totale di 86 grammi.

## Distribuzione e habitat
Questa specie si trova nel mare antartico, lungo la piattaforma continentale antartica ed è stato avvistato al largo delle Isole Shetland Meridionali. Potrebbe avere una distribuzione circum-antartica, ma non è mai stato segnalato ad Ovest. È una specie demersale che vive a profondità comprese tra la superficie e i 550 metri di profondità, nonostante sia raro al di sotto dei 50 metri.

## Biologia
La fregola del Gymnodraco acuticeps avviene durante tutto l'arco di settembre al largo del Capo Adare e la schiusa delle uova avviene probabilmente in primavera, dato che alcune larve lunghe 16 millimetri vennero raccolte nello Stretto di Bransfield a metà novembre e dei giovani esemplari trovati come bycatch in pesca di krill durante febbraio e marzo. Gli esemplari femminili, sono capaci di produrre fino a 5000 uova per paio di ovaie e, quando depongono, esse hanno un diametro di circa 3 millimetri. Studi sulla loro dieta hanno evidenziato come gli esemplari che vivono intorno alle Isole Shetland Meridionali si cibano solo di krill della specie Euphasia superba, ma in alcuni provenienti dal Canale McMurdo dimostravano una dieta più vasta che includeva principalmente pesci, anfipodi, uova di pesce e fish eggs e policheti. I pesci di cui si cibano maggiormente sono Pleuragramma antarcticum e Pagothenia borchgrevinki.

## Gymnodraco victori
Nel 1963 l'ittiologo francese Jean-Claude Hureau descrisse un pesce molto simile al Gymnodraco acuticeps, che chiamò Gymnodraco victori. Egli sostenne di aver scoperto un'altra specie dello stesso genere Gymnodraco, in quanto gli esemplari da lui osservati erano più corti e presentavano una diversa struttura dentale. La scoperta è stata messa subito in dubbio, sia per alcuni errori commessi dallo stesso Hureau nella sua classificazione (come il non aver mai rivelato la lunghezza degli esemplari da lui osservati), sia a causa di alcune osservazioni già pervenute sul G. acuticeps (stesso tipo di otoliti già notati in passato) e di nuove scoperte (come lo sviluppo casuale della mascella nella specie) hanno portato gli studiosi ad identificare G. victori come esemplari allo stadio giovanile del G. acuticeps.